# Amt Fredeburg
Beim Amt Fredeburg handelte es sich um einen Verwaltungsbezirk, dessen Entstehung ins 14. Jahrhundert zurückreicht und auf die Edelherren von Bilstein zurückgeht. Mit dem Erwerb des Landes Fredeburg in der Soester Fehde fiel damit gleichzeitig dieses Amt um 1450 an das Herzogtum Westfalen und damit an Kurköln. Im 16. Jahrhundert wurden größere Gebiete im Norden und im Süden abgetrennt und als weitere Verwaltungseinheiten eingerichtet. In dieser verkleinerten Form bestand das Amt etwa von 1600 bis 1800. 1802 fiel es mit dem Herzogtum an den Landgrafen von Hessen-Darmstadt, der das Amt 1807 um benachbarte Verwaltungseinheiten erheblich vergrößerte. 1817 wurde es wenige Jahre nach dem Übergang des Herzogtums Westfalen an Preußen als Bürgermeisterei Fredeburg kurzfristig in den Kreis Medebach eingegliedert. Dieser Kreis wurde 1819 aufgelöst, wobei der neue Amtsbezirk Fredeburg im Kreis Eslohe aufging.

## Grenzen und Straßen
Im Osten und Süden bildeten die weiten Waldgebiete des Astenbergs mit dem Kahlen Asten und der Rothaar eine breite Grenzzone, jenseits der im Osten das Amt Medebach und im Süden die Grafschaft Wittgenstein lagen. Im Südwesten befand sich das Amt Bilstein, im Westen das Gericht Stockum, im Norden das Amt Eversberg und im Nordosten das Gericht Bödefeld. Nach der Aufteilung des älteren Amtes Fredeburg in zwei Teile bildete die Grenze das um 1540 im Westen entstandene Amt Eslohe. Im Süden entstand durch eine weitere Abtrennung ab 1592 das Patrimonialgericht Oberkirchen.
Im Westen in der Nähe von Elspe ins Amt kommend führte die Heidenstraße über Wormbach bis hinauf zum Kahlen Asten im Osten durch das Amt. Eine weitere Straße, der sogenannte Kriegerweg, führte von Süden nach Norden, ungefähr an der Grenze zwischen Ober- und Niederamt entlang.

## Entstehung des Amtes

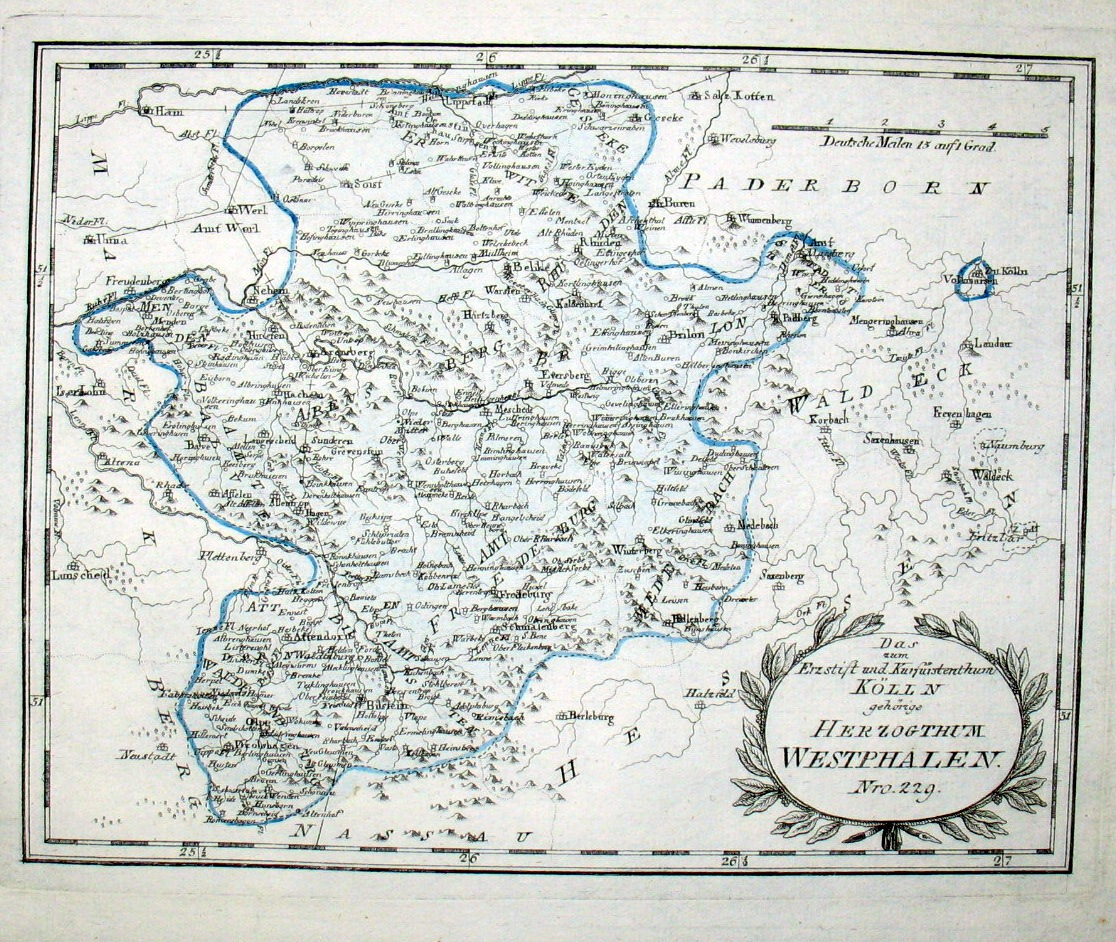
Amt Fredeburg im Herzogtum Westfalen, 1793

Im Laufe des 11. Jahrhunderts hat die Grafschaftseinteilung dieses Raumes eine grundlegende Neuordnung erfahren, welche die alte Einheit des Lochtropgau auflöste. Während die Nordhälfte des Gaues, das Gebiet der Urpfarre Velmede, weiterhin bei der Grafschaft der Grafen von Werl-Arnsberg verblieb, wurde der Süden, das Gebiet der Urpfarre Wormbach, mit dem im Westen angrenzenden Gebiet beiderseits der mittleren Lenne, zu einer neuen Grafschaft zusammengeschlossen. Diese bildete unter den Edelherren von Förde oder Bilstein seitdem den Freibann oder die Herrschaft Bilstein.
In dieser Gegend bestanden unter ungünstigen landwirtschaftlichen Bedingungen zahlreiche freibäuerliche Besitzungen. Daher behielt die Freigrafschaft eine größere Bedeutung als in anderen Gegenden. Im Oberamt Fredeburg waren im 16. Jahrhundert rund 85 Prozent aller Bauernhöfe von Bilsteiner Freien bewirtschaftet und über 50 Prozent der Höfe freies Eigentum ihrer Bebauer.
Da die Burgen Förde und Bilstein im Westteil der Herrschaft lagen und aufgrund der großen Entfernung das Wormbacher Gebiet nicht genügend zu schützen vermochten, errichteten die Edelherren von Bilstein zu Beginn des 14. Jahrhunderts die Burg Fredeburg. Nach ihr wurde das Gebiet der Urpfarre Wormbach seither als „Land Fredeburg“ bezeichnet. Innerhalb des Landes Fredeburg unterschied man zwei Ämter: das größere Oberamt, das dem Dekanat Wormbach entsprach, und das kleinere Niederamt, das die zum Dekanat Meschede gehörenden Pfarrgebiete Reiste, Eslohe, Schliprüthen und Oedingen umfasste. Jedoch stellten beide Ämter zunächst keine selbständigen Bezirke dar, sondern nur Teilstücke des Landes oder Amts Fredeburg, das in seiner Gesamtheit von dem auf der Burg Fredeburg residierenden Amtmann verwaltet wurde.
Erstmals wird ein Amtmann zu Fredeburg im Jahr 1379 erwähnt. Die Unterscheidung der beiden Teilämter ist erstmals für das Jahr 1392 nachweisbar. Die beiden Freigrafschaften Bilstein und Fredeburg bildeten bis 1440 den Freibann der Herrschaft Bilstein. Erst seit dieser Zeit erhielt jede der beiden Freigrafschaften ihren eigenen Freigrafen. Wegen der großen Zahl der Freien und Freigüter war das Freigericht das wichtigste Gericht des Landes. Dies bezeugen zahlreiche von den Fredeburger Freigrafen ausgestellte Urkunden. Das Gogericht, das dem Kölner Erzbischof gehörte, spielte demgegenüber bis in das 16. Jahrhundert nur eine untergeordnete Rolle.

## Geschichte
Die Edelherren von Bilstein starben bald nach 1363 aus, nachdem ihre Machtstellung schon vorher zusammengebrochen war. Burg und Herrschaft Fredeburg befanden sich schon 1353 in der Hand des Grafen Gottfried IV. von Arnsberg, doch musste dieser das Gebiet 1367 nach einer verlorenen Fehde dem Grafen Engelbert III. von der Mark überlassen. Der wiederum hatte 1359/1360 die Lehnshoheit über Bilstein und die Westhälfte der Herrschaft Fredeburg erworben. Die Grafen von der Mark und ihre Erben, die Herzöge von Kleve, behielten die auf diese Weise wieder vereinigte Herrschaft Bilstein-Fredeburg bis zur Soester Fehde. In diesem Krieg eroberten kölnische Truppen 1444 Fredeburg und 1445 Bilstein. Daraufhin leisteten die Freien beider Länder dem Erzbischof den Treueid.
Der Erzbischof war seither Inhaber aller Gerichte und damit unbestrittener Landesherr in diesem Gebiet. 1451 verpfändete Erzbischof Dietrich II. von Moers das Amt Fredeburg zunächst an Graf Johan von Nassau für 4700 Goldgulden und 1459 zusammen mit dem Amt Bilstein an die beiden Brüder Johan von Hatzfeld für 6000 Goldgulden.
Go- und Freigericht blieben bis um 1540 in der alten Form bestehen. Dann wurden beide vereinigt, indem der Frone oder Führer der Freien zum Gografen ernannt wurde. Als solcher übernahm er die Aufgaben des Freigrafen mit. Gleichzeitig wurde der Bezirk des neuen Gogerichts Fredeburg auf das Oberamt beschränkt, während im Niederamt den aus den arnsbergischen Vogteien hervorgegangenen Kirchspielsgerichten Eslohe, Reiste und Schliprüthen die Gerichtsbarkeit des Gogerichts und des Freigerichts übertragen wurden. Aus dem Amt Fredeburg entwickelten sich auf diese Weise zwei getrennte Ämter: das Oberamt Fredeburg, das in der Folgezeit oft mit den Ämtern Bilstein und Waldenburg durch einen Drosten verwaltet wurde, und das Amt Eslohe.
Um 1600 wurde das Amt Fredeburg weiter verkleinert, als es Kaspar von Fürstenberg gelang, das Patrimonialgericht Oberkirchen zu bilden und so aus dem Amt herauszutrennen.
1802 gelangte das Amt Fredeburg als Teil des Herzogtums Westfalen an den Landgrafen von Hessen-Darmstadt. Am 22. September 1807 trat ein Gesetz zur Neueinteilung des Herzogtums in 18 Ämter in Kraft. Dem Amt Fredeburg wurden die Stadt Schmallenberg, das Gericht Bödefeld und das Patrimonialgericht Oberkirchen zugeordnet. Diese Einteilung blieb bis kurz nach der Herrschaftsübernahme durch Preußen im Jahr 1816 bestehen, als das vergrößerte Amt Fredeburg kurzzeitig in den Kreis Medebach eingegliedert wurde.

## Amtsinhaber und Amtsinsassen
In den Quellen heißen die Amtsinhaber „Amtleute“, „Amtmann“ oder „Drost“. Schon im 16. Jahrhundert war es üblich, dass ein Droste mehrere Ämter innehatte. Häufig waren die Ämter Bilstein und Waldenburg mit Fredeburg verbunden. Eine Anwesenheit im Amtsbezirk war daher nicht immer gegeben. Dann nahm ein Amtsverwalter die Aufgaben des Drosten wahr.
Mit der Position eines Amtsverwalters waren richterliche Funktionen verbunden. Daher wurde er auch „Amtsrichter“, „Gograf“ oder „(Go-)Richter“ genannt. Ab etwa 1540 hatte er auch hochgerichtliche Funktionen. Er wird von da an auch als „Hograf des Amts Fredeburg“ oder als „Hograf des Hochgerichts vor Schmallenberg“ bezeichnet. Die Amtseinwohner nannte man im 16. Jahrhundert „Eingesessene des Amtes“. Im Jahr 1561 lässt sich das Gogericht vor der oberen Pforten vor Schmallenberg nachweisen. Die Stadt Schmallenberg selbst gehörte nicht zum Amt Fredeburg, sondern zum Amt Medebach. Ihre Bürger waren ausdrücklich vom Gogericht ausgenommen, wie Erzbischof Dietrich II. von Moers 1427 bestimmte.

## Amtmänner
- 1379 Johann von Hanxleden[7]
- 1437 Hunold von Hanxleden[8]
- 1437 Godert von Hanxleden[8]
- 1445 Hermann von Dorfeld 'der Ältere'[9]
- 1451 Johann von Nassau[10]
- 1459 Johann von Hatzfeld zu Wildenburg 'der Ältere'[11]
- 1475/1514	Evert von Bruch[12]
- 1521/1527	Johann von Bruch[13]
- 1537/1541	Wilhelm von Hessen[14][15]
- 1547/1552	Simeon Schütte[16][17][18]
- 1559 Friedrich Fürstenberg zur Waterlappe[19][20]
- 1565 Friedrich Fürstenberg zur Waterlappe[21][22]
- 1590 Caspar von Fürstenberg[23][20]
- ????/1811	Ferdinand Pape
- 1811 Brunswicker

## Amtsrichter
- 1518           Mandt Waldschmidt[24]
- 1540		Anthonius Heithe[3]
- 1553/1573	Anton Sassen zu Arpe[25]
- 1582/1587	Anton Becker[26][27][28]
- 1591/1601	Johann Hesselingk[29][30]
- 1602/1609      Anton von Plettenberg[31]
- 1667           Friedrich von Stockhausen[32]
- 1715/1716	Johann Reutz[33]
- 1749           Johann Albert Reut(er)[34]